# Paged
Paged Spółka Akcyjna (akronim od słów Polska Agencja Eksportu Drewna) – polskie przedsiębiorstwo przemysłu drzewnego z siedzibą w Warszawie, od 10 października 1996 notowane na Giełdzie Papierów Wartościowych w Warszawie.
Paged powstał w 1931 jako agencja eksportu drewna przy Dyrekcji Naczelnej Lasów Państwowych.
Spółka jest jednostką dominującą grupy kapitałowej, w skład której wchodzą: Paged-Sklejka SA z siedzibą w Morągu, Paged Meble SA z siedzibą w Jasienicy oraz Woodways sp. z o.o. w Warszawie. Do spółki należy również firma Meble Jarocin – Biura i Hotele sp. z o.o. w Jarocinie, która zakończyła działalność 31 maja 2017. Fabryka Mebli-Gostyń sp. z o.o. w likwidacji w Gostyniu, Buk Ltd w Risby (Wielka Brytania), Woodways Imports Ltd w Londynie, Oldbuk Ltd w Risby, Zumcontract, Inc. w Charlotte (USA).
Według informacji spółki, 4 marca 2008 największymi jej akcjonariuszami były: Opera TFI SA (22,06%), Dyrekcja Generalna Lasów Państwowych w Warszawie (14,06%), Millenium TFI SA (11,04%), Pioneer Pekao Investment Management SA (10,81%).

## Siedziba
W latach 1934–1939 siedziba spółki mieściła się w Gdyni we własnej kamienicy przy ul. Świętojańskiej 44. Obecnie siedziba mieści się przy ul. Mineralnej 7 w Warszawie.